# Drino irregularis
Drino irregularis là một loài ruồi trong họ Tachinidae.